# إيفار يوهانسون
إيفار يوهانسون (بالسويدية: Ivar Johansson)‏ هو سياسي سويدي، ولد في 28 أغسطس 1899، وتوفي في 22 ديسمبر 1994. حزبياً، نشط في حزب الوسط السويدي. وقد انتخب عضو البرلمان السويدي ‏.